# Karanpur
Karanpur è una suddivisione dell'India, classificata come municipality, di 20.694 abitanti, situata nel distretto di Ganganagar, nello stato federato del Rajasthan. In base al numero di abitanti la città rientra nella classe III (da 20.000 a 49.999 persone).

## Geografia fisica
La città è situata a 29° 51' 45 N e 73° 25' 36 E.

## Società

### Evoluzione demografica
Al censimento del 2001 la popolazione di Karanpur assommava a 20.694 persone, delle quali 11.035 maschi e 9.659 femmine. I bambini di età inferiore o uguale ai sei anni assommavano a 2.983, dei quali 1.619 maschi e 1.364 femmine. Infine, coloro che erano in grado di saper almeno leggere e scrivere erano 13.219, dei quali 7.819 maschi e 5.400 femmine.